# Eddard Stark
 (août 2022).
Eddard Stark, surnommé Ned, est l'un des personnages principaux de la saga Le Trône de fer écrite par George R. R. Martin. Il est le gouverneur du Nord et seigneur de Winterfell. Il est marié à lady Catelyn Tully, autrefois promise à son frère aîné, avec qui il a cinq enfants, Robb, Sansa, Arya, Bran et Rickon. Il a également un fils illégitime, Jon Snow, issu d'une liaison nébuleuse avec une femme du nom de Wylla. Il possède la légendaire épée en acier valyrien de la maison Stark, Glace. C'est un homme profondément juste et noble, mais également dur et austère. Il a le sens de la famille et aime sa femme et ses enfants tendrement.

## Histoire

### Dans les romans
Eddard Stark a un frère aîné, Brandon, et une sœur, Lyanna. Tous deux sont déjà morts au début de la saga. Il a également un frère cadet, Benjen, qui est le chef des patrouilleurs de la Garde de Nuit.
Dans sa jeunesse, Eddard Stark et son ami Robert Baratheon sont formés au maniement des armes par Jon Arryn, pour qui les deux jeunes hommes ont un profond respect.
Lorsque le prince Rhaegar Targaryen enlève Lyanna Stark, qui est fiancée à Robert, son père et Brandon vont demander des comptes au roi Aerys Targaryen à Port-Réal. Celui-ci les fait mettre à mort, ce qui déclenche la rébellion de Robert et Eddard. Ce dernier épouse par la suite Catelyn Tully, fille de la maison Tully, et qui était initialement promise à son frère aîné Brandon. Catelyn est enceinte de leur premier fils, Robb, quand Eddard se joint à Robert pour mener la rébellion contre Aerys le Roi Fou.
Il prend part aux nombreuses batailles, dont celle du Trident qui consacre Robert Baratheon, et celle de Port-Réal durant laquelle Jaime Lannister tue le Roi fou alors qu'il avait juré de le protéger. Depuis cet épisode, Ned éprouve une grande aversion envers la famille Lannister. En effet, celle-ci n'a montré sa loyauté que tardivement dans la guerre et Ned a surpris Jaime assis sur le Trône de Fer avant que Robert n'y siège officiellement. Il prend ensuite la route de Dorne afin de libérer Lyanna enfermée dans la Tour de la Joie et gardée par 3 membres de la garde royale. Des sept hommes du nord, seuls survivent Eddard et son vassal Howland Reed, qui lui a sauvé la vie contre le chevalier Arthur Dayne. Lyanna, mourante, exige d’Eddard qu’il lui fasse une promesse dont on ignore le contenu. C'est pendant cet éloignement de son foyer qu'il a un fils bâtard, Jon, qu'il aurait eu, selon les rumeurs à Winterfell, avec la sœur du Capitaine de la Garde royale, Ashara Dayne ; il ne révèlera jamais à sa famille, pas même à Jon, son identité. Seul Robert Baratheon sait qu'elle s'appellait Wylla.
Il revient donc à Winterfell avec ce fils bâtard et le titre de gouverneur de la province du Nord. Il part six ans plus tard, toujours avec son ami Robert Baratheon, mater la rébellion de Balon Greyjoy aux îles de Fer, et prend Theon, le fils de Balon comme otage et pupille. Il ne quitte plus dès lors Winterfell, et retrouve Catelyn avec qui il a de nouveaux enfants : les filles Sansa et Arya, et les garçons Bran et Rickon.
Lorsque lord Jon Arryn, ancien tuteur des deux hommes, et Main du Roi meurt dans des circonstances suspectes, Eddard est choisi par Robert pour devenir la nouvelle Main. 
Eddard quitte alors son fief du Nord avec ses deux filles pour la capitale du royaume, Port-Réal, plus pour enquêter sur la mort mystérieuse de Jon Arryn qu'autre chose ; il compte également emmener son fils Brandon avec lui, mais sa chute et son coma ont changé les plans. Homme juste et droit, il est peu à l'aise avec les pratiques de la cour et les intrigues de palais qui pullulent à Port-Réal. Les soupçons qu'il avait déjà à l'encontre de la maison Lannister, famille de la reine Cersei, épouse de Robert, tendent à se confirmer et Eddard découvre, comme Jon Arryn avant lui, que les trois enfants et héritiers de Robert ne sont en fait pas de lui, mais issus de l'inceste entre la reine Cersei et son frère jumeau, Jaime Lannister.
Fort de cette information, lord Eddard s'apprête à dénoncer l'infamie et à faire exiler la reine et ses enfants, mais la mort plus ou moins accidentelle du roi Robert durant une partie de chasse change radicalement la donne. Le jeune Joffrey Baratheon, fils de Cersei et de son frère, est couronné en tant que fils de Robert, et Eddard, trahi par Littlefinger à qui il avait accordé sa confiance, est arrêté et emprisonné pour avoir comploté contre le nouveau roi. La reine a en fait pour ambition de forcer lord Eddard à confesser ses crimes et à se retirer à vie dans la Garde de Nuit. Ignorant l'avis de sa mère et de ses conseillers, le cruel Joffrey ordonne au dernier moment que Ned soit exécuté, et le bourreau décapite Eddard avec sa propre épée, Glace.
La mort du roi et l'exécution d'Eddard seront les deux événements déclencheurs de la guerre des Cinq Rois, principal cadre de l'action des romans.

## Concept et création
C'est l'acteur Sean Bean qui a été choisi pour incarner lord Eddard Stark dans la série télévisée adaptée des romans, Game of Thrones.